# Riga

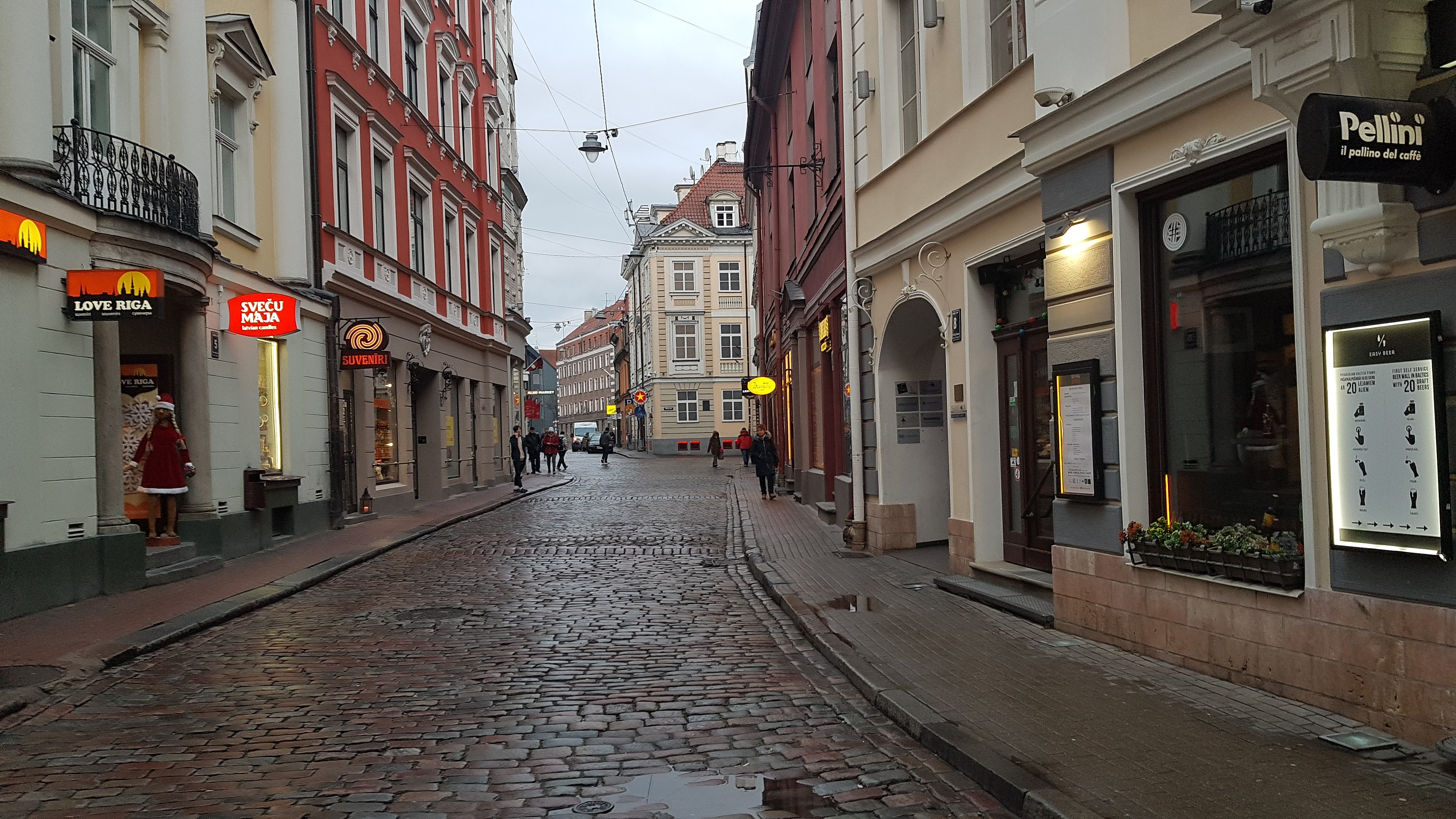
Binnenstad van Riga in 2019

Riga (Lets: Rīga, Russisch: Рига) is de hoofdstad van Letland en is met circa 640.000 inwoners de grootste stad van de Baltische staten. De stad ligt aan weerszijden van de Westelijke Dvina (Lets: Daugava), dicht bij de monding in de Golf van Riga (Oostzee), en beslaat 307,17 km². Het is het politieke, economische en culturele centrum van Letland. In Riga bevinden zich de kantoren van de Body of European Regulators for Electronic Communications (BEREC) van de Europese Unie. De stad wordt bediend door Riga International Airport en beschikt over een bus- en tramnet.
Riga werd gesticht in 1201 en is een voormalige Hanzestad. Het historisch centrum van Riga staat op de Unesco-Werelderfgoedlijst, onder andere dankzij de pittoreske oude binnenstad (ook wel bekend als Vecrīga) met haar kronkelende straten, middeleeuwse kerken, waarvan de torenspitsen de skyline domineren, en gildehallen. Het werelderfgoed omvat ook Riga's houten architectuur uit de 19e eeuw en haar art-nouveau-architectuur uit de late 19e en vroege 20e eeuw. Riga zou de meest verfijnde verzameling art-nouveaugebouwen hebben in Europa. In de Nieuwe Stad zijn voorbeelden van art-nouveau te vinden. De Oude en Nieuwe stad worden van elkaar gescheiden door parken met een kronkelend kanaal, dat eerder een slotgracht was langs de stadsmuur. De Vrijheidsboulevard (Brīvības bulvāris), waarop het Vrijheidsmonument staat, loopt als een as door de stad.
Riga was in 2014 samen met het Zweedse Umeå Culturele hoofdstad van Europa. De stad organiseerde in 2003 het Eurovisiesongfestival en in 2006 de NAVO-top.
Riga is lid van het netwerk Eurocities en van de Unie van Baltische Steden.

## Bevolking
De bevolkingsgegevens geven een daling van de bevolking weer:
- 1989: 910.445[6]
- 2000: 764.329[7]
- 2010: 709.145[8]
- 2019: 632.614

De grootste etnische groep zijn de inheemse Letten (44%), net gevolgd door de Russen (37,7%), verder 3,7% Wit-Russen, 3,7% Oekraïners, 1,8% Polen en 9,1% diversen.

## Geschiedenis
Het gebied aan de monding van de Westelijke Dvina vormde een ideale vestigingsplaats voor de plaatselijke vissersbevolking, de Lijven, een aan Esten en Finnen verwant kustvolk, dat later door de Letten is geassimileerd maar wel zijn naam naliet in de oude naam voor oostelijk-Letland: Lijfland (westelijk-Letland heet vanouds: Koerland).

Het vissersdorp Riga werd nadien als handelsoverslagplaats ingericht door handelslieden uit noordelijk Duitsland, Scandinavië en Rusland.

### Duitse kolonisatie

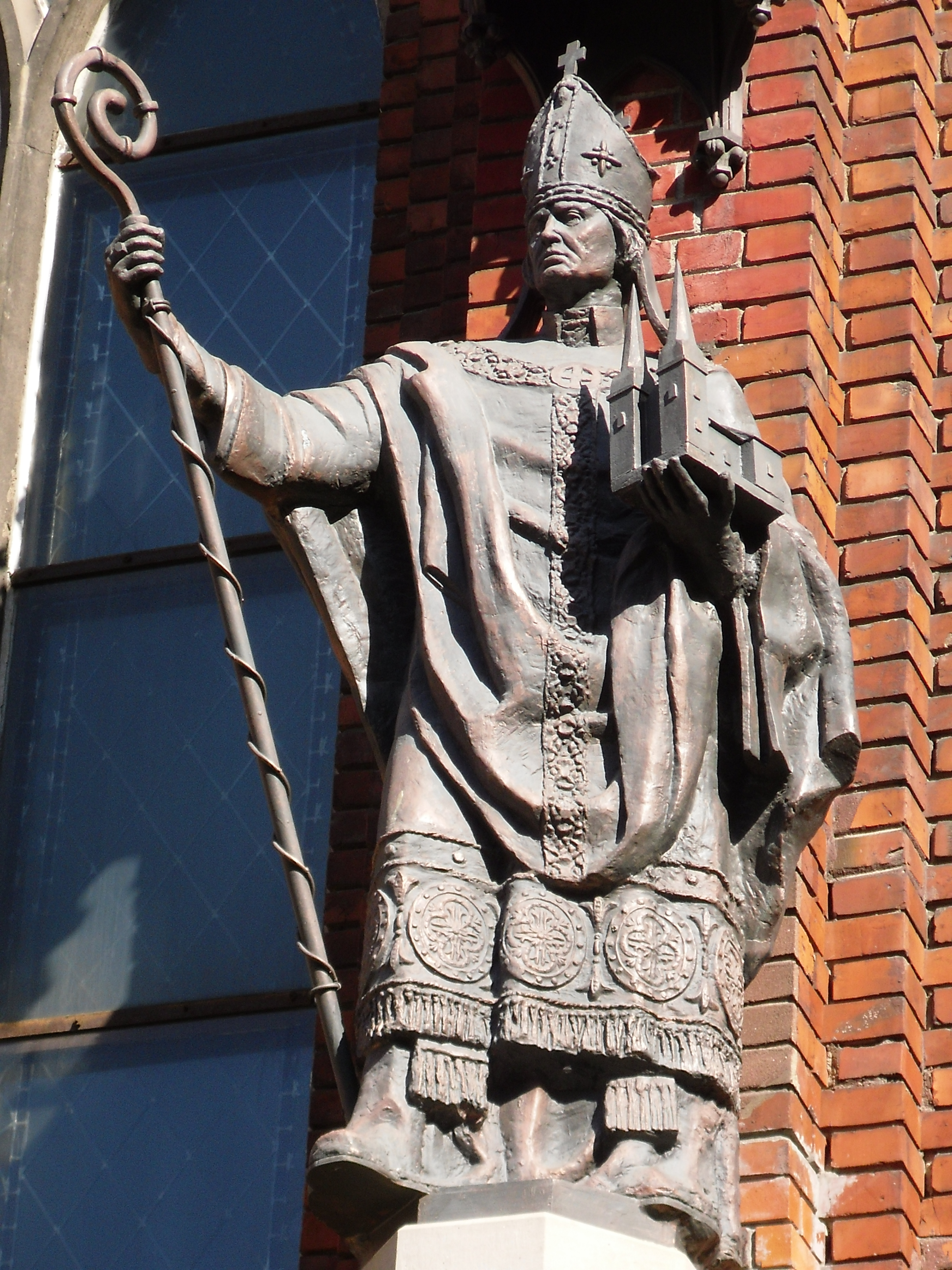
Albert van Riga

In 1186 werd in het stroomopwaarts gelegen Üxküll door Meinhard van Segeberg het bisdom Lijfland opgericht. Nadat bisschop Albert von Buxthoeveden de hulp van de Orde van de Zwaardbroeders ingeroepen had versloegen deze in 1198 de heidense Lijven.
De Zwaardbroeders bouwden in 1201 bij Riga een burcht als bastion voor hun pas verworven macht. Daarbij werd ook de stad gesticht. In 1202 verplaatste Albert de zetel naar Riga, als het bisdom Riga. In 1228 sloot de pauselijk legaat Willem van Modena een compromis tussen de bisschop en de Orde, waarbij de Orde twee derde en de bisschop een derde van het veroverde gebied in handen kreeg.
In 1246 vond de verheffing tot aartsbisdom voor alle Baltische landen plaats met als eerste aartsbisschop Albert Suerbeer. Riga viel officieel binnen het wereldlijk territorium van de bisschop, maar de aanwezigheid van de Zwaardbroeders en de geleidelijk machtiger wordende burgerij zorgden voor een eeuwenlange strijd om de macht over de stad. De Zwaardbroeders werden na 1237 als Lijflandse Orde een deel van de Duitse Ordestaat, een staat geleid door een aan geestelijke geloften gebonden ridderschap. Deze ridders waren grotendeels afkomstig uit Westfalen. Zij kwamen van tijd tot tijd in gewapend conflict met de bisschop en met de burgerij van Riga die met haar op handel gerichte belangen andere doelen nastreefde dan die van de territoriale machtsexpansie die de ridderorde beoogde.

### Cultuur
De nieuwe burgers in de steden, met name in Riga, waren als handels- en ambachtslieden eveneens afkomstig uit het Duitse Rijk en bestuurden hun stad volgens Duits stadsrecht, dat wil zeggen met eigen rechtspleging, zelfbestuur door een burgerraad en de organisatie van gilden volgens zogenaamde 'willekeuren' (collectieve rechten).
Cultureel was het middeleeuwse Riga een Midden-Europese stad van middelgrote omvang met op het laatst 12.000 inwoners. Zij spraken voornamelijk Nederduits, alleen het van het platteland afkomstige dienstpersoneel bestond uit Letten aan wie overigens door het stadsbestuur geen burgerrecht werd toegestaan.
Riga werd een economische poort tussen Midden- en West-Europa enerzijds en Rusland anderzijds. In 1282 werd de stad lid van het Hanze-verbond, een vooral Noord-Duitse vereniging van steden, en daarmee verstevigde de stad zijn politieke en economische positie. Haar concurrentiekracht werd echter verzwakt door allianties tussen Litouwen, Polen, Denemarken en Zweden, die een groter belang hadden bij Dantzig.

### Onder Polen en Zweden
Na de hervorming werd Lijfland luthers en de positie van de bisschop bleek onhoudbaar. De Lijflandse Oorlog van 1558 tot 1582 betekende het einde van de oude machtsstructuren. In 1561 werd de Lijflandse Orde opgeheven en trad de laatste bisschop, Wilhelm von Brandenburg, af. Riga verklaarde zich een vrije stad, maar de landdag van de Lijflandse Confederatie was genoodzaakt de bescherming aan te vragen van Sigismund II, grootvorst van Litouwen en koning van Polen. Hierdoor was de vrijheid maar van korte duur.
Na 1561 werd Riga een deel van het Hertogdom Lijfland dat deel was van het Pools-Litouwse Gemenebest. Zonder veel effect werd nu de contrareformatie gestimuleerd. De Dertigjarige Oorlog maakte daaraan een einde toen de Zweedse koning Gustaaf Adolf in 1621 het westelijk deel van het hertogdom inclusief de stad Riga veroverde. Riga werd nu deel van Zweeds Lijfland, waarmee een periode van economische en culturele bloei aanbrak omdat de stad de belangrijkste uitvoerhaven voor Russisch graan, hout en bont werd. Pogingen van Rusland om de stad in te nemen liepen in 1656 en 1700 op niets uit, maar hadden in 1710 succes.
Ook voor de Republiek der Verenigde Nederlanden was Riga een belangrijke handelspartner, waar vooral hennep en hout voor de scheepsbouw gehaald werden.

### Russische tijd
Tijdens de Grote Noordse Oorlog dwong de Russische tsaar Peter de Grote in 1710 Zweeds-Lijfland en Zweeds-Estland onder zijn gezag. Bij de Vrede van Nystad op 10 september 1721 kwamen Lijfland en Estland als de zogenaamde Baltische gouvernementen bij het Russische Keizerrijk. Riga werd hoofdstad van het Gouvernement Riga. Het Russisch gezag zou ruim twee eeuwen gaan duren.
De verarming was in deze tijd groot; een derde deel van de bevolking was gestorven ten gevolge van de oorlog. De uitoefening van het gezag werd door de tsaren overgelaten aan de vanouds Duitstalige (oorspronkelijk Nederduits, na de reformatie toenemend Hoogduits sprekende) elites: dat wil zeggen de grootgrondbezittende Baltische adel (de Ritterschaft, spottend ook wel de "Baltische baronnen" genoemd) en de eveneens Duitssprekende stedelijke burgerij. Riga kreeg geen universiteit maar wel een hogere zogenaamde Domschule, waaraan onder andere Johann Gottfried Herder doceerde.
De stad Riga had na de stichting van die stad concurrentie te duchten van de nieuwe haven van Sint-Petersburg maar bleef de tweede haven van het Russische Rijk en breidde zich in snel tempo uit. De Duitstalige burgerlijke cultuur bleef dominant tot aan het einde van de 19e eeuw. In die tijd begon de Russische regering met een centraliseringspolitiek die in de Baltische provincies de Russische bureaucratie versterkte en het Russisch in bestuur en onderwijs als enige taal voorschreef. In 1878 werd de stedelijke autonomie opgeheven en het bestuur gelijkgeschakeld met de andere steden in het Russische Rijk. Eeuwenlang was het hogere onderwijs Duitstalig geweest, maar in 1889 moest het plaats maken voor Russischtalige staatsscholen. De jonge generatie van de Duitstalige elite emigreerde in toenemende mate naar Midden-Europa. Vele wetenschappers, literatoren en militairen, met name in Pruisen, stamden uit zogenoemde Duits-Baltische families (zie Baltische Duitsers). Zij bleven in Duitsland, waar zij de universiteiten bezochten, vooral nadat de Russische regering na 1889 het Duitstalig hoger onderwijs in de Baltische provincies had opgeheven.
In 1880 was onder de stadsbevolking van Riga nog een relatieve meerderheid van 40% Duits, terwijl de Letten toen nog geen 20% telden. In 1897 was dat aantal Duitsers, onder inmiddels 282.000 inwoners, gedaald tot 25,5%, terwijl 46% zich als Let, en 17% als Rus liet registreren. Van de 56 in Riga uitgegeven kranten en tijdschriften waren 20 in het Duits, 20 in het Russisch en 15 in het Lets gesteld.
Na de revolutie van 1905 werd de oude Baltisch-Duitse elite politiek definitief onttroond, terwijl de nieuwe Russische ambtenarij haar nog niet geheel had vervangen. In het vacuüm daartussen manifesteerde zich nu een opkomend nationalisme onder de Letten, maar ook het internationale socialisme dat Letse en Russische arbeiders verbond. Deze opstand van communisten en nationalisten werd door het Russische leger pas na grote verwoestingen, met name van de adellijke landhuizen, neergeslagen.
In de Eerste Wereldoorlog kwam de stad tussen de fronten van het Duitse en het Russische leger te liggen. Dat bracht grote verwoestingen met zich mee en de helft van de bevolking vertrok, voor een deel gedwongen, naar het Russische binnenland. In 1917 trokken de Duitse troepen de stad binnen en brak een strijd uit tussen Letse nationalistische, communisten en Duitse legereenheden, waarvan de eerste en de laatste zich voorlopig met elkaar verbonden. In 1920 werd de nationale onafhankelijkheid uitgeroepen en inmiddels waren veel bewoners teruggekeerd.
Het Duitse aandeel was in 1922 geslonken tot nog maar 16% bij een tot 185.000 afgenomen bevolking. Toen de meerderheid Let te zijn. De Russen waren na het verdrijven van hun staatsgezag afgenomen tot 6%, terwijl door de revolutie in Rusland veel Joden in de stad een veilige plaats hadden gezocht en hun aantal was verdubbeld.
Niettemin bleef de culturele oriëntatie van Riga Midden-Europees, wat bijvoorbeeld uit het ruime gebruik van de bouwstijlen van het fin de siècle en de Secession blijkt.
De dominantie van de Duitse taal werkte nog lang door wat mag blijken uit een telling in 1904 van de in Riga uitgegeven tijdschriften en dagbladen: van de 56 was 20 Duits- en 15 Lets-talig. Daarbij moet rekening gehouden worden met een aanzienlijke joodse burgerij die zich ontwikkelde op basis van migratie uit het toentertijd ook tot het Russische rijk behorende Polen en Litouwen. In Riga telden Joden 7% van de bevolking; velen bedienden zich van de Duitse taal en dus ook van Duitstalige media.
De instroom van Letten van het platteland deed zich niettemin meer en meer gelden, nadat plattelanders zich vrij in de stad mochten vestigen. In theaters, literaire en wetenschappelijke verenigingen en in de media kwam voor het eerst ook enige plaats voor de Letse taal, echter niet blijvend in het onderwijs dat sinds 1889 een speerpunt werd van de politiek van russificatie.
Bron bevolkingsstatistiek : Annuaire statistique de la Lettonie pour l'année 1922, Riga 1922.

### Eerste Wereldoorlog en onafhankelijkheid
Een voorlopig einde aan de Russische overheersing kwam in 1917 toen de stad werd ingenomen door Duitse legers. In 1918 werden de Baltische landen conform het Verdrag van Brest-Litovsk onder protectoraat van Duitsland gesteld. Na beëindiging van de Eerste Wereldoorlog werden ze na 700 jaar voor het eerst staatkundig onafhankelijk.
In het interbellum verplaatste Riga haar economische aandacht nog sterker dan tevoren naar het Westen, en niet alleen naar Duitsland maar vooral ook naar Engeland.

### Tweede Wereldoorlog en Sovjet-overheersing
De Tweede Wereldoorlog verliep voor het land noodlottig. In 1940 werd het land ingevolge het Ribbentrop-Molotovpact ingelijfd door de Sovjet-Unie. Duitsland en de Sovjet-Unie kwamen toen de evacuatie overeen van de Baltische Duitsers, de oude burgerlijke bovenlaag. Vrijwel alle - tienduizenden - Baltische Duitsers (Deutschbalten) in Riga lieten zich onder dreiging van onteigening en na toezegging van schadeloosstelling door Duitsland evacueren en vervolgens in het bezette Polen detacheren. Hun schadeloosstelling werd daar 'betaald' door onteigende Polen.
In het voorjaar van 1941 begon het nieuwe Sovjet-gezag met de planning van de massale deportatie van "anti-sovjet elementen" uit de bezette Baltische staten. In de nacht van 13–14 juni 1941 werden 15.424 inwoners uit Letland gedeporteerd naar kampen, meestal in Siberië. In totaal werden in het eerste jaar van de Sovjetbezetting van Letland 35.000 mensen gedeporteerd.
Na het uitbreken van de oorlog tussen Duitsland en de Sovjet-Unie werd Riga op 1 juli 1941 door het Duitse leger bezet. Dit verdeelde de Letten. Na de zojuist plaatsgevonden hebbende deportaties zagen velen vooreerst de Duitsers als bevrijders. Na de Tweede Wereldoorlog zijn er diverse gekleurde beweringen door de Sovjet-propaganda de wereld in geholpen. De Sovjet-Unie had er na de Tweede Wereldoorlog alle belang bij om de sinds de Eerste Wereldoorlog afvallige staten Letland en Estland, maar ook Finland in een zo kwaad mogelijk daglicht te zetten om eigen bezetting te rechtvaardigen. Het in 2010 uitgegeven boek 'Amidst Latvians during the Holocaust', geschreven door Edward Anders, geeft een ander beeld. De Joodse Edward Anders (Alperovics) overleefde samen met zijn moeder de oorlog. Zijn vader werd doodgeschoten evenals een groot deel van zijn familie. De schrijver behandelt de rol van het fascistische Arājs commando dat stond onder Viktor Arājs en zich inzette voor het oppakken en executeren van 'Joodse en Sovjet-elementen'. Hij bestrijdt dat er – direct nadat de Russen zich terugtrokken en voor de Duitsers binnenkwamen – pogroms in Letland en Riga plaatsvonden, zoals de Sovjet-propaganda na de Tweede Wereldoorlog beweerde. Niettemin hebben deze commando's op eigen gezag naast en vooruitlopend op het werk van de Duitse liquidatiecommando's (Einsatzgruppen) 5.000 joden uit Riga opgepakt en in de bossen bij Bikernieki geëxecuteerd. Daarna was het commando ook achter en aan het Oostfront in Litouwen, Wit Rusland en Oekraïne actief. De Arājs commando's worden verantwoordelijk gehouden voor het vermoorden van minstens 56.000 mensen, voor het merendeel joden: 22.000 in Letland en 30.000 in Wit-Rusland. In 1949 zou de gevluchte leider Arājs door de Britten vrijgelaten worden. Hij nam met hulp van de in Londen verblijvende Letse exil-regering, een andere identiteit aan en pas in 1979 werd hij opnieuw aangeklaagd en veroordeeld.
Na drie jaar collaboratie met de Duitse bezettingsmachten kwamen de Letten in 1944 onder Sovjet-gezag. 120.000 van hun kwamen daarbij om of werden in de Goelag geïnterneerd, waaruit zij vaak niet terugkeerden. Honderdduizenden vluchtten naar het Westen, vooral naar Zweden. Op het platteland zou nog jarenlang een nationale guerrilla tegen het Sovjet-gezag gevoerd worden. Letland verloor één derde van zijn bevolking.
Om het nationale karakter te breken werden honderdduizenden Russen in het land ondergebracht en te werk gesteld. Een grootscheepse industrialisatie vond plaats, die een groot aantal (Russischtalige) arbeidskrachten uit de rest van de Sovjet-Unie aantrok. In 1989 was het percentage Letten in Riga gedaald tot 36,5%. Riga leek een toekomst als Russische stad tegemoet te gaan.

### Hernieuwde onafhankelijkheid
De economische hervormingen onder de naam perestrojka geïnitieerd door de laatste Sovjetleider Michail Gorbatsjov, leidden tot toenemende vrijheid. Zij gaven de Letten de moed om op 21 augustus 1991 volledige onafhankelijkheid te proclameren. De Sovjet-Unie erkende dat op 6 september. Op 17 september werd Letland formeel lid van de Verenigde Naties. Het NAVO-lidmaatschap moest de soevereiniteit tegenover Russisch revanchisme militair verzekeren.
Tien jaar later vierde Riga haar 800e verjaardag. Het moderne Riga bezit nog steeds een grote Russische minderheid, hoewel deze aanzienlijk is afgenomen ten opzichte van 1990 toen zij een kleine meerderheid uitmaakte. Spanningen tussen de bevolkingsgroepen laaien nu en dan op, met name over de positie van de Russischtalige scholen en de wens om het Russisch als tweede officiële taal te erkennen.

## Bezienswaardigheden
De belangrijkste bezienswaardigheden bevinden zich in de Oude Stad, die ook op de UNESCO-Werelderfgoedlijst staat. De middeleeuwse binnenstad bevindt zich op de rechteroever van de Westelijke Dvina (Daugava) binnen de voormalige vestingwerken. Deze vestingwerken hebben plaatsgemaakt voor een stadspark.
Art-nouveau-liefhebbers komen in Riga aan hun trekken. Michail Eisenstein, de vader van filmregisseur Sergej Eisenstein, is de bekendste architect van een aantal van de art-nouveauhuizenblokken in de zogenaamde Nieuwe Stad, een wijk ten noorden van de Oude Stad. In deze wijk, die eveneens op de Werelderfgoedlijst staat, zorgt de art-nouveau-architectuur voor een contrast met de overige traditionele houten woningen.
De toeristische trekpleisters zijn:
- Peterskerk, vroeger Petrikirche
- Dom van Riga
- Bezettingsmuseum (Riga)
- Stadhuis van Riga
- Zwarthoofdenhuis (Melngalvi nams, vroeger Schwarzhäupterhaus), het gildehuis van de Duitse kooplieden, genoemd naar de morenkop die zij in hun wapen voerden; in de oorlog beschadigd, daarna gesloopt, in 1999 gereconstrueerd.
- Vrijheidsmonument
- Slot van Riga
- Universiteit van Letland
- Art-nouveau-architectuur in de Oude en Nieuwe Stad
- Centrale Markt van Riga
- Radio- en televisietoren van Riga, een van de meest karakteristieke gebouwen van Riga, voltooid in 1986.

## Sport
Voetbalclub Skonto FC werd in 1991 opgericht en werd de eerste dertien seizoenen van de opnieuw opgerichte Letse Virslīga landskampioen. Voor het seizoen 2016 kreeg de club vanwege financiële problemen geen licentie op het hoogste niveau en ging in de 1. līga spelen. In december 2016 werd de club failliet verklaard. Clubs uit Riga die sinds 2016 wel op het hoogste Letse niveau uitkomen zijn FS METTA/Latvijas Universitāte, FK RFS en Riga FC.
IJshockey is een belangrijke sport in Letland. Dinamo Riga komt als enige Letse club uit in de sterke Russische Kontinental Hockey League. Riga organiseerde in 2006, 2019 en 2023 het Wereldkampioenschap ijshockey voor A-landen en in 2013 het Wereldkampioenschap curling voor vrouwen.

## Verkeer en vervoer

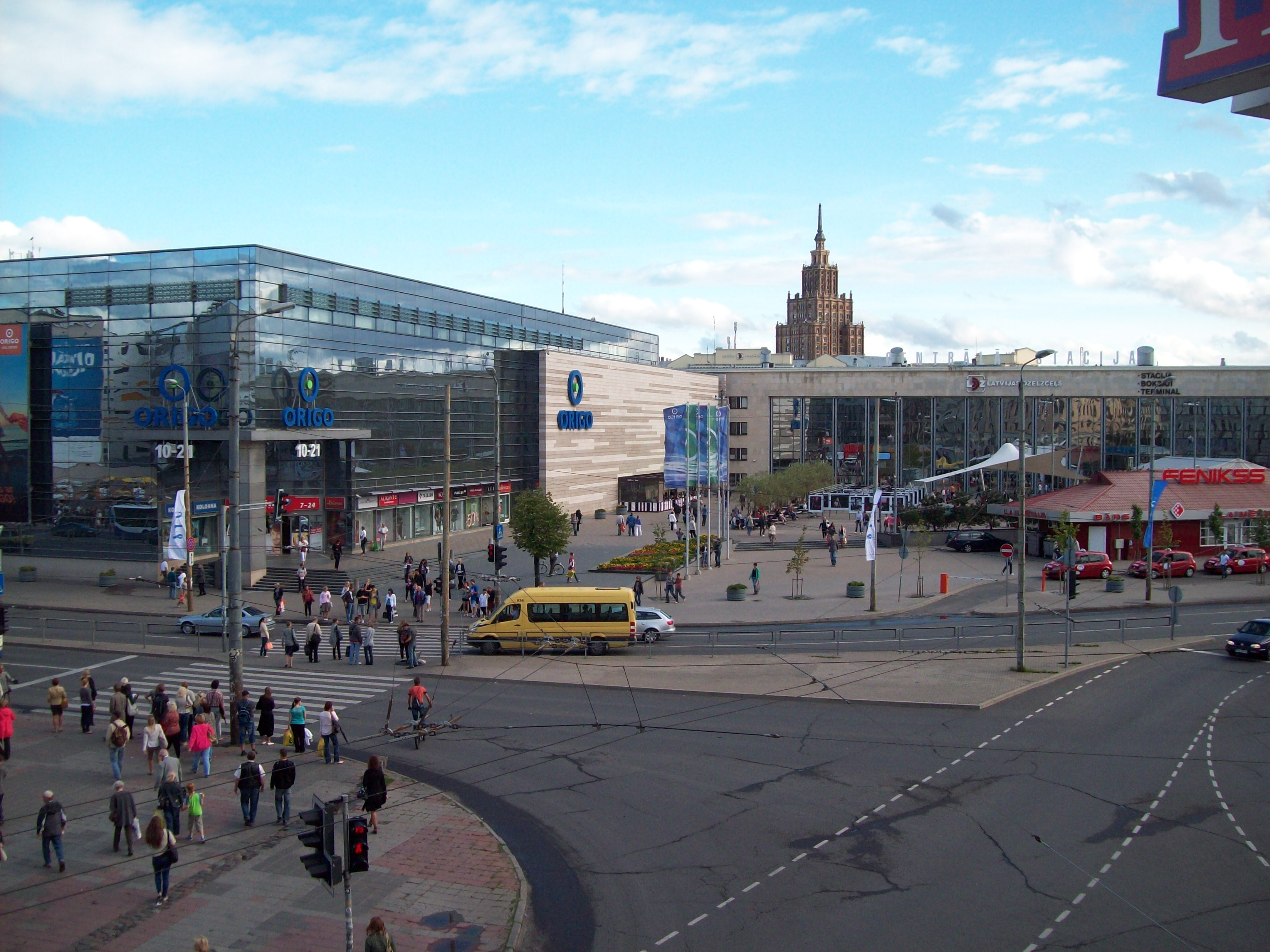
Het centraal station van Riga

Riga vormt het hart van het vervoersnetwerk van Letland. Enkele rijkswegen beginnen in Riga, en de Europese weg 22 kruist de stad.

### Spoorwegen
Riga vormt het centrale punt van het spoornetwerk van Letland, dat wordt bediend door de nationale spoorwegmaatschappij Pasažieru vilciens. Het centraal station van Riga is gelegen ten oosten van de oude stad. Vanaf hier vertrekken treinen naar Tukums, Jelgava, Daugavpils, Zilupe, Gulbene, Sigulda, Valga (Estland) en Skulte.
Er is geen directe treinverbinding met Tallinn, hiervoor dient men over te stappen aan de grens in Valga. Naar Rusland en Wit-Rusland bestaat wel een internationale treinverbinding uit Riga.

### Luchtvaart
De Luchthaven Riga ligt 13 kilometer ten zuidoosten van de stad en biedt vooral vluchten naar Europese bestemmingen. Het is de grootste luchthaven van de Baltische staten. In 2018 maakten 7 miljoen passagiers gebruik van de faciliteiten.

### Scheepvaart
Riga heeft een belangrijke haven. Deze ligt tussen het centrum van de stad en de kust van de Golf van Riga over een lengte van zo’n 15 kilometer langs beide oevers van de Westelijke Dvina. De haven werd al gebruikt door de Vikingen voor hun handel met Constantinopel. Na 1200 worden de Duitsers actief in de regio en in 1281 werd Riga opgenomen in de Hanze. In de Grote Noordse Oorlog verslaat Peter de Grote de Zweden in Estland en neemt Riga in. In de Vrede van Nystad krijgt Rusland onder andere Estland toegewezen. Rusland gebruikt de haven ook als post voor de Russische Keizerlijke Marine.

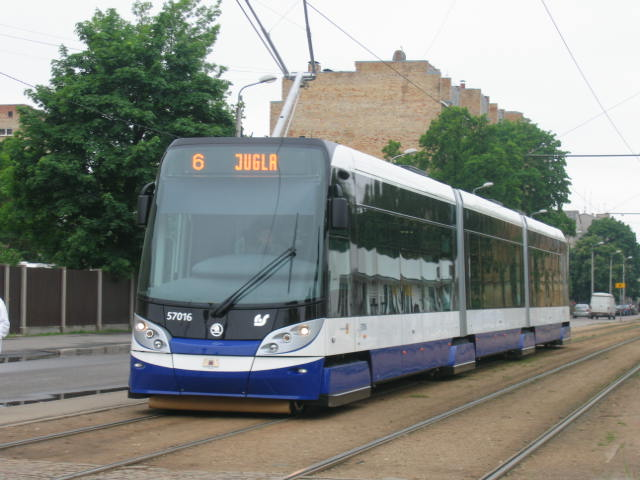
Een Škoda 15T tram in Riga

De haven heeft een oppervlakte van zo’n 6500 hectare waarvan 2000 land en de rest is water. De capaciteit is zo’n 63 miljoen ton op jaarbasis. In 2018 werd 36 miljoen ton overgeslagen en hierbij lag het zwaartepunt op droge bulkgoederen. Het uitvoervolume is vijfmaal groter dan het invoervolume. Na Klaipėda (Litouwen) was het de grootste haven van de Baltische staten gemeten naar overslagvolume. Zeeschepen met een maximale diepgang tot 15 meter kunnen gebruik maken van de haven van Riga.

### Stadsvervoer
Binnen Riga wordt het openbaar vervoer uitgevoerd met bussen, trolleybussen en trams. Het bedrijf dat dit openbaar vervoer verzorgt is Rīgas Satiksme.

## Onderwijs
Onder meer de volgende onderwijsinstellingen zijn gevestigd in Riga:
- Universiteit van Letland (LU)
- Stradina Universiteit Riga (RSU)
- Technische Universiteit Riga (RTU)
- Art Academy of Latvia (LMA)
- Riga Graduate School of Law (RGSL)
- Stockholm School of Economics in Riga (SSE Riga)
- BA School of Business and Finance (BA)
- Transport and Telecommunication Institute (TTI)
- Riga International School of Economics and Business Administration (RISEBA)
- Turība University

## Stedenbanden
Riga heeft een stedenband met:
| - Aalborg (Denemarken) - Almaty (Kazachstan) - Nur-Sultan (Kazachstan) - Bordeaux (Frankrijk) - Bremen (Duitsland) - Cairns (Australië) - Dallas (Verenigde Staten) - Florence (Italië) - Jerevan (Armenië) - Kazan (Rusland) | - Kiev (Oekraïne) - Kobe (Japan), sinds 1974 - Minsk (Wit-Rusland) - Moskou (Rusland) - Norrköping (Zweden) - Peking (China) - Pori (Finland) - Rostock (Duitsland) - Santiago (Chili) - Sint-Petersburg (Rusland) | - Stockholm (Zweden) - Suzhou (China) - Taipei (Taiwan) - Tallinn (Estland) - Tartu (Estland) - Tasjkent (Oezbekistan) - Tbilisi (Georgië) - Vilnius (Litouwen) - Warschau (Polen) |

## Afbeeldingen

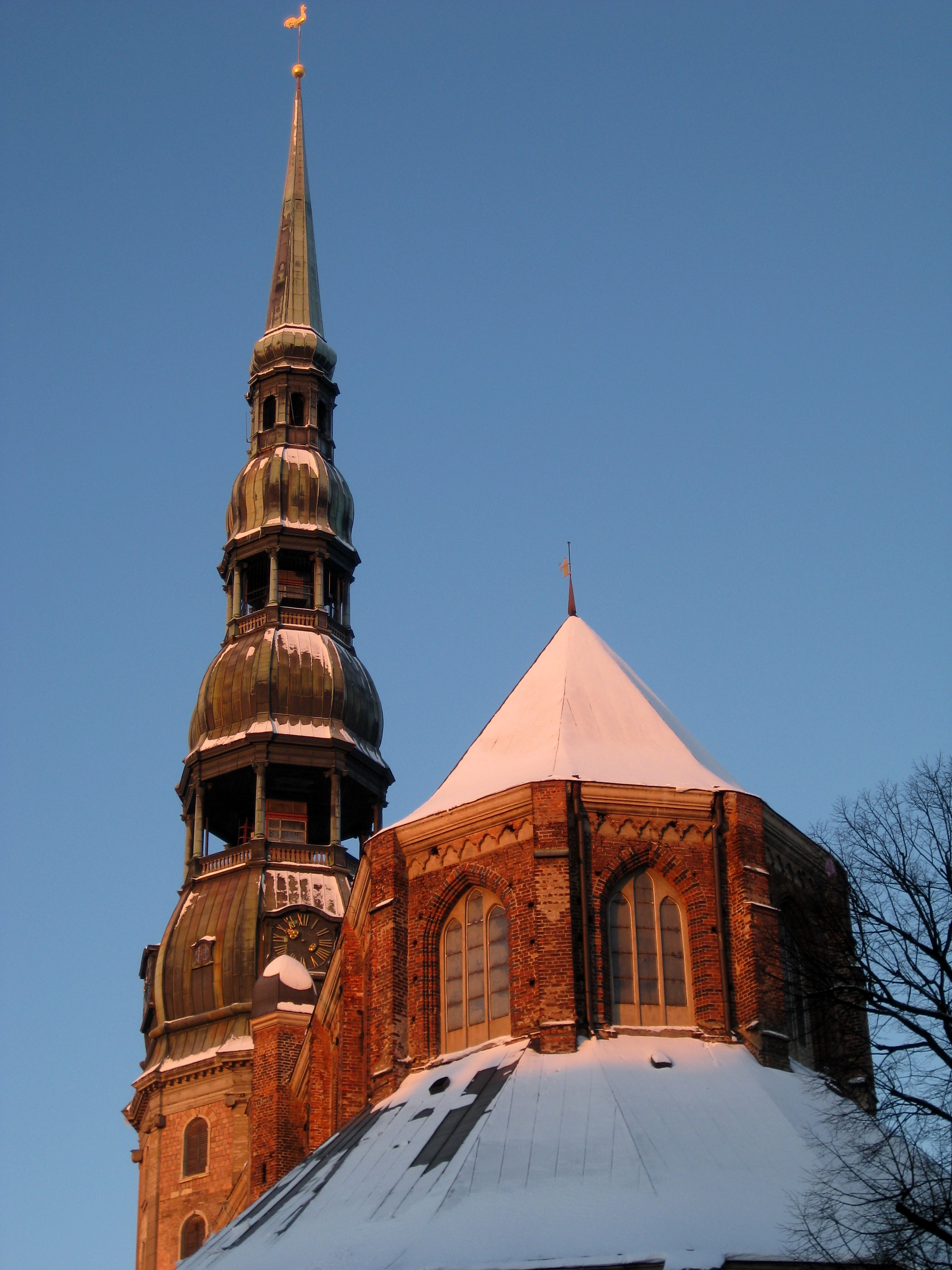
Petruskerk
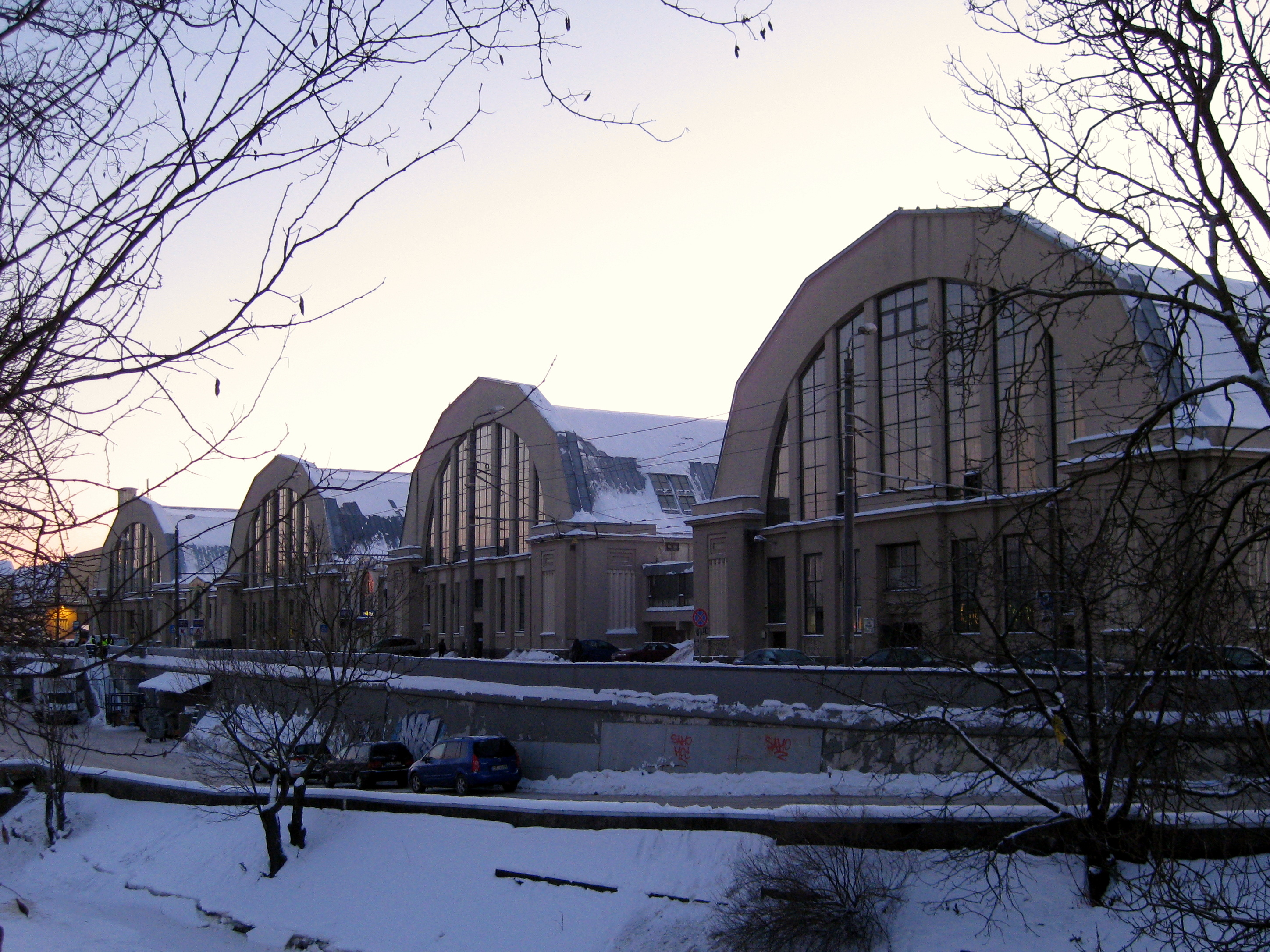
Centrale markt
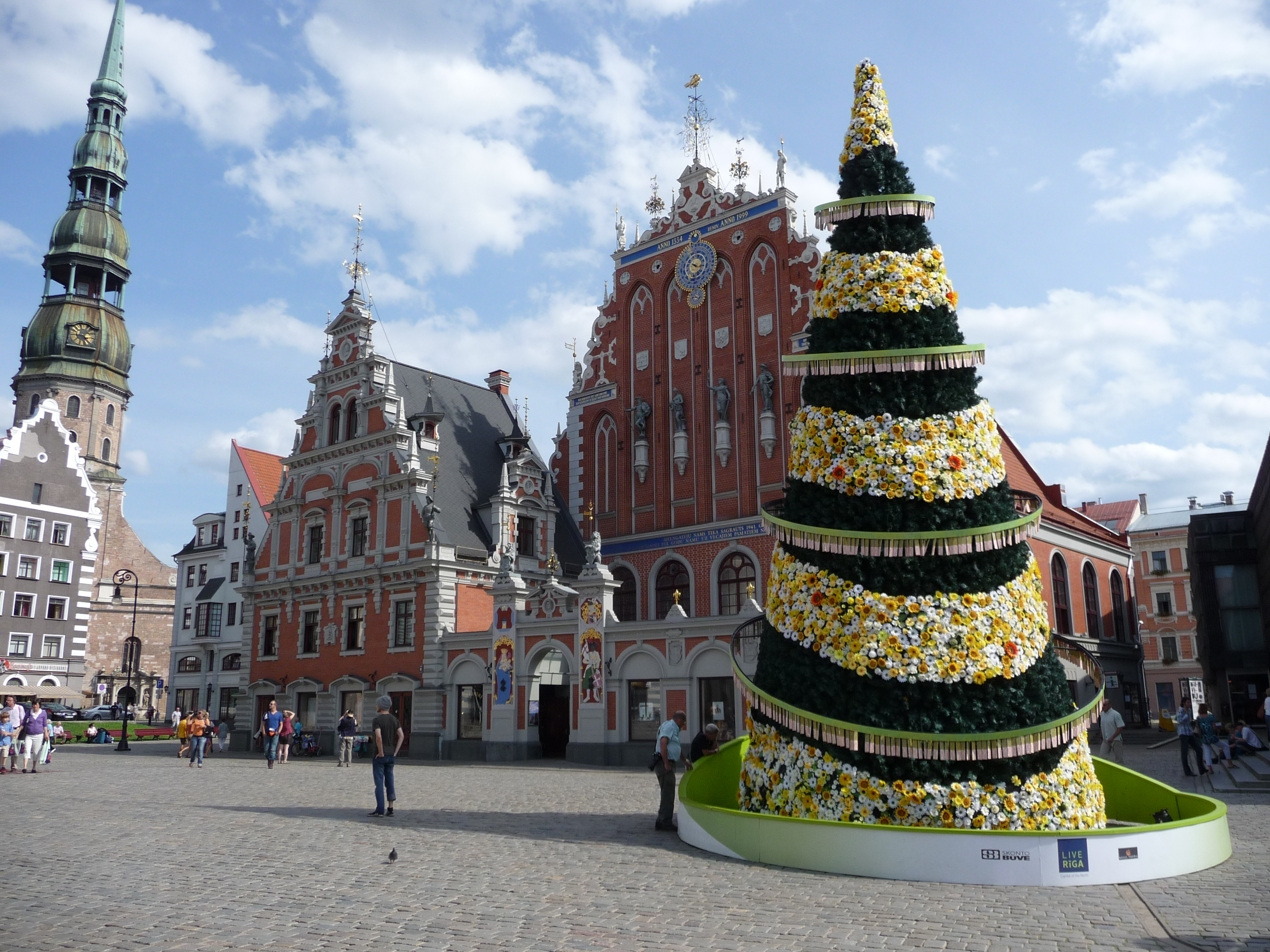
Het Schwarzhäupterhaus op het Stadhuisplein
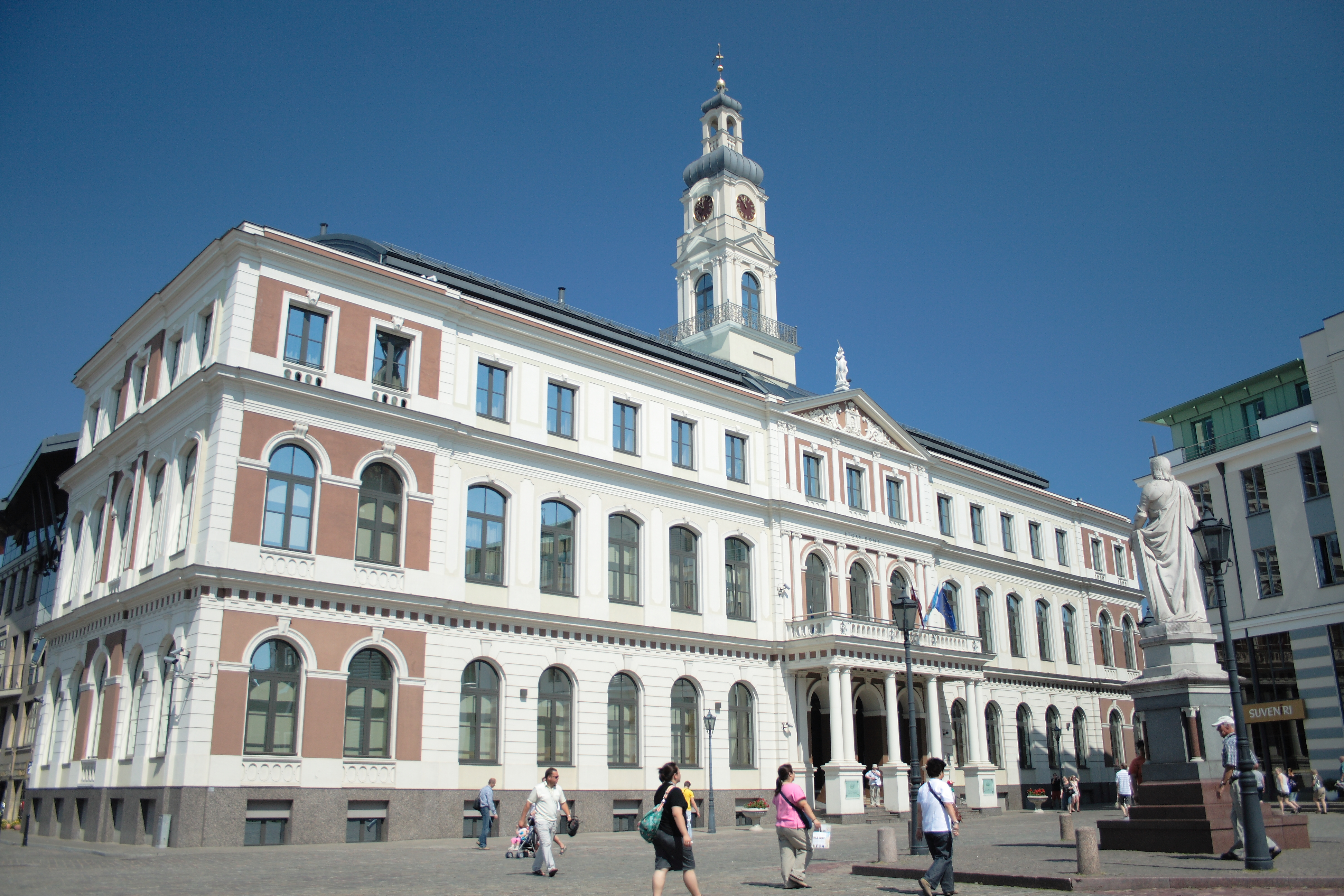
Het stadhuis
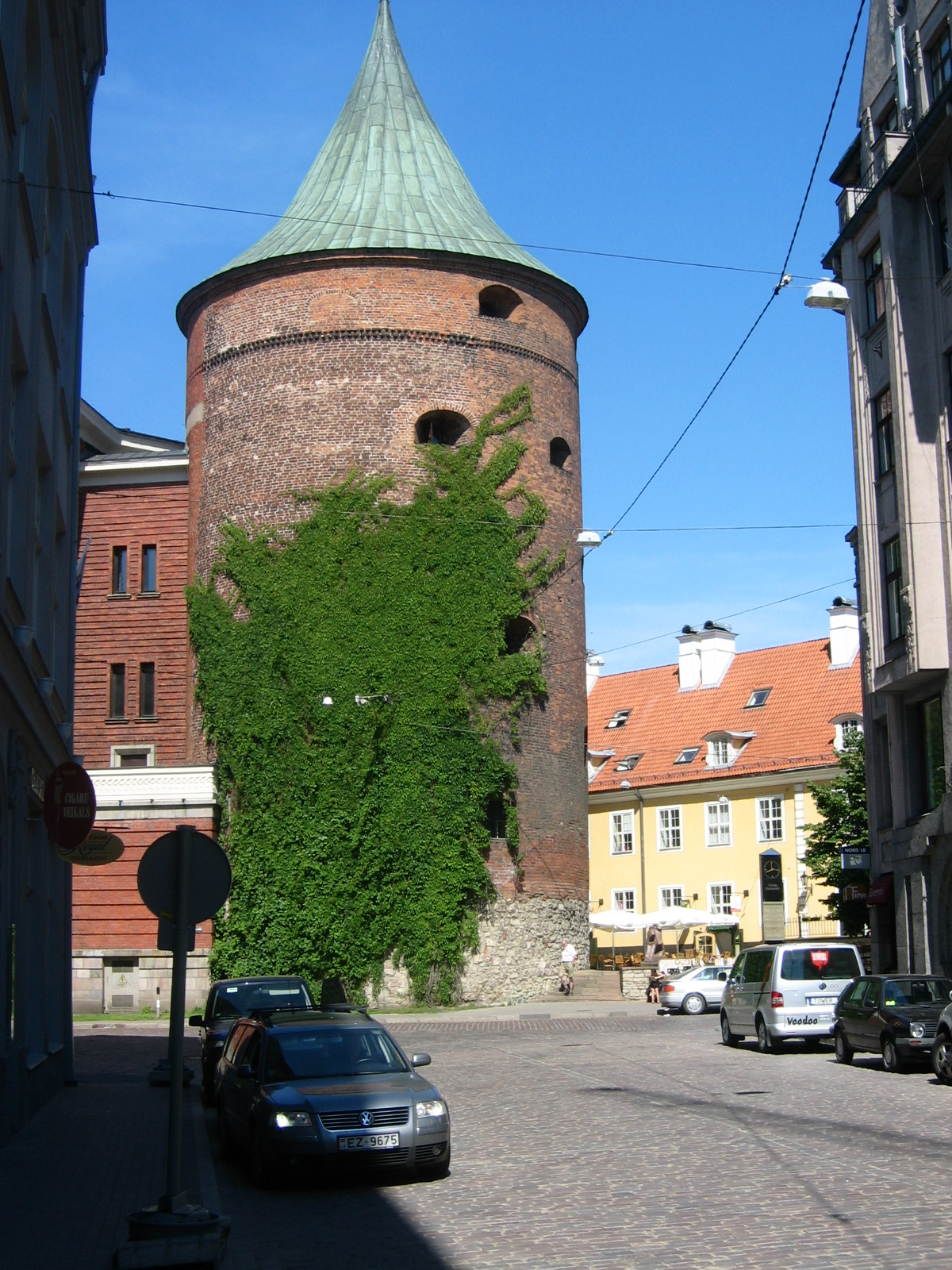
Kruittoren (Oorlogsmuseum)
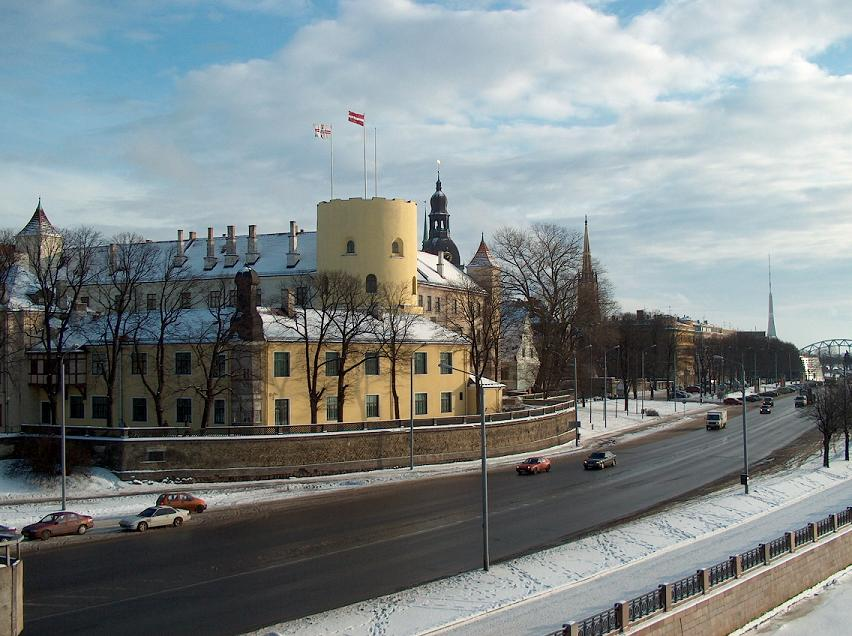
Het Slot van Riga
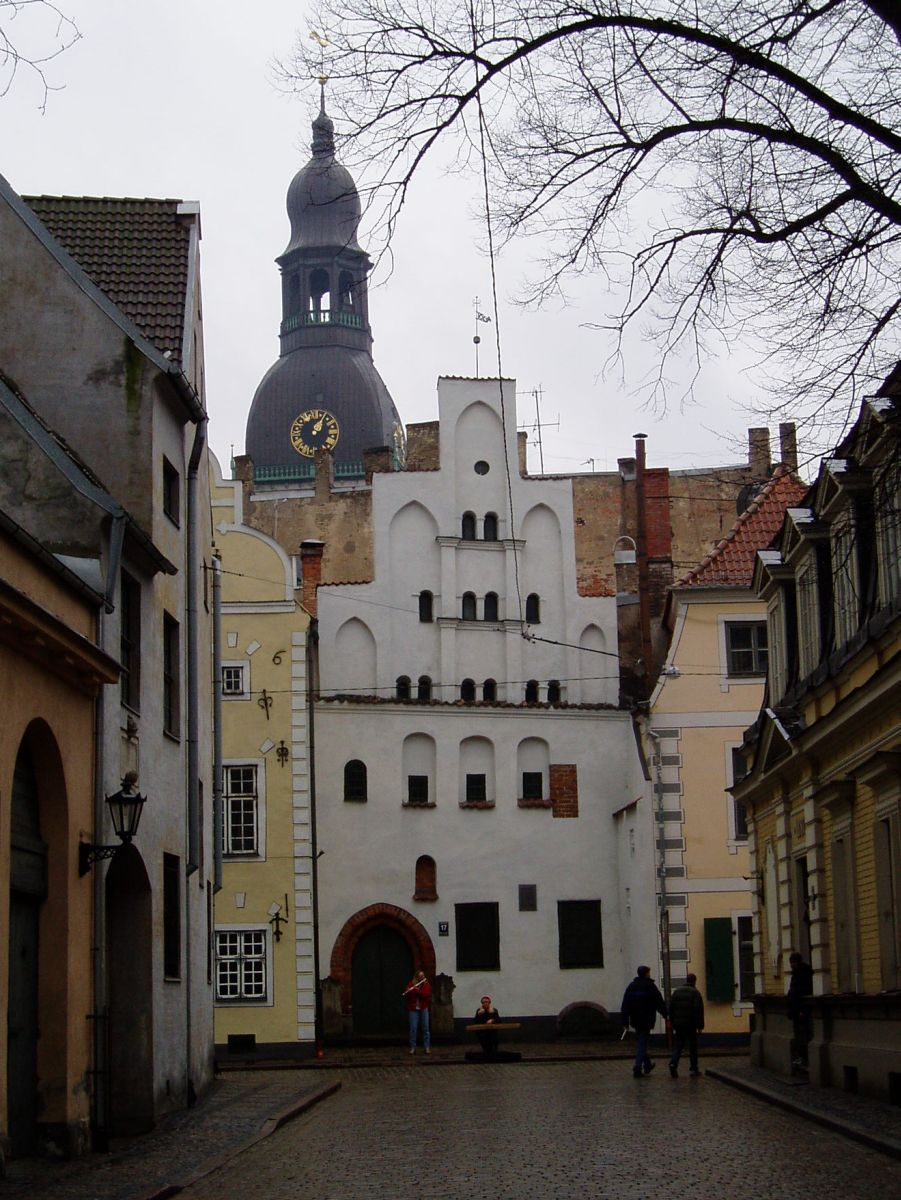
De Drie broers
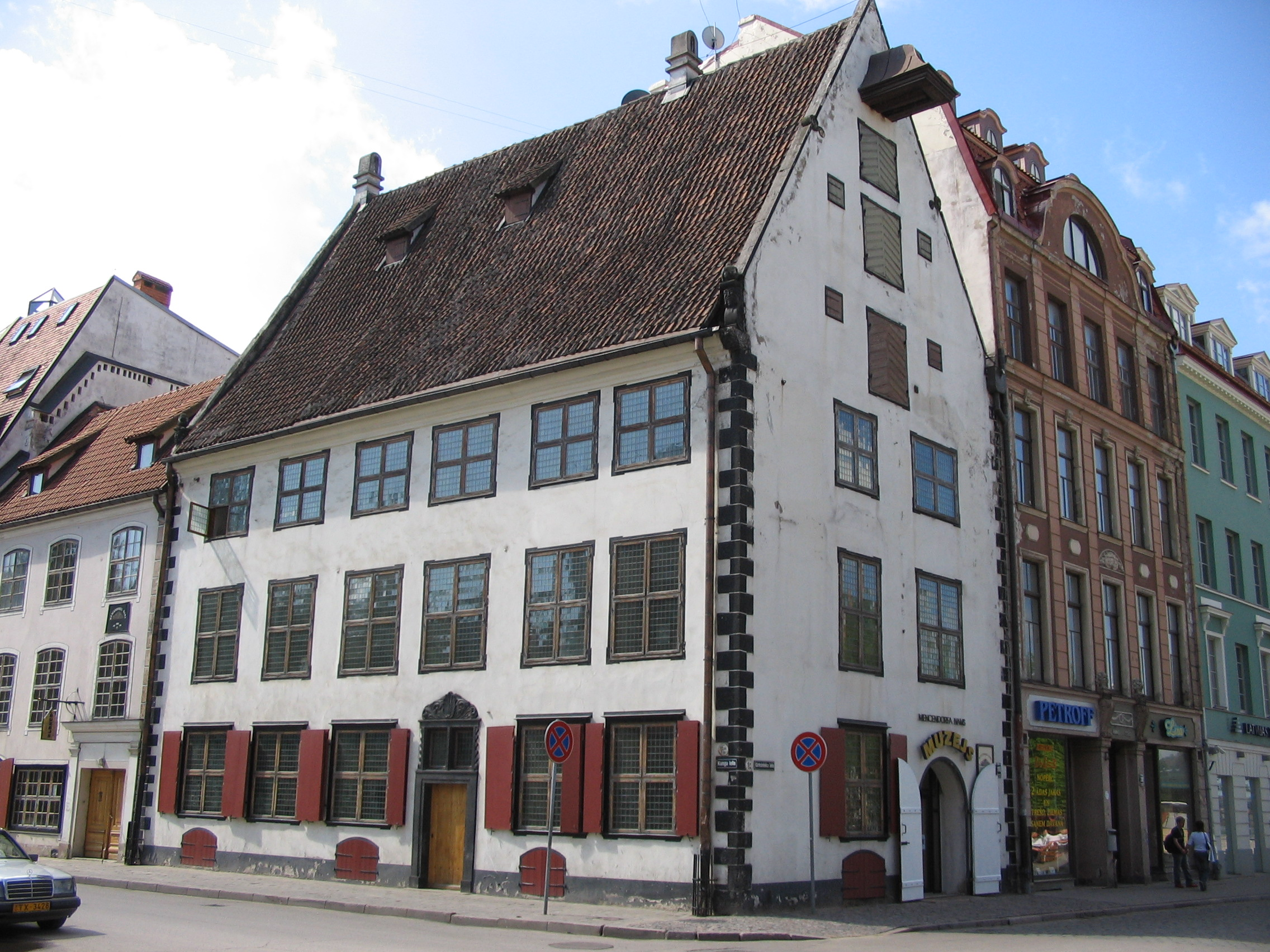
Mentzendorffhuis
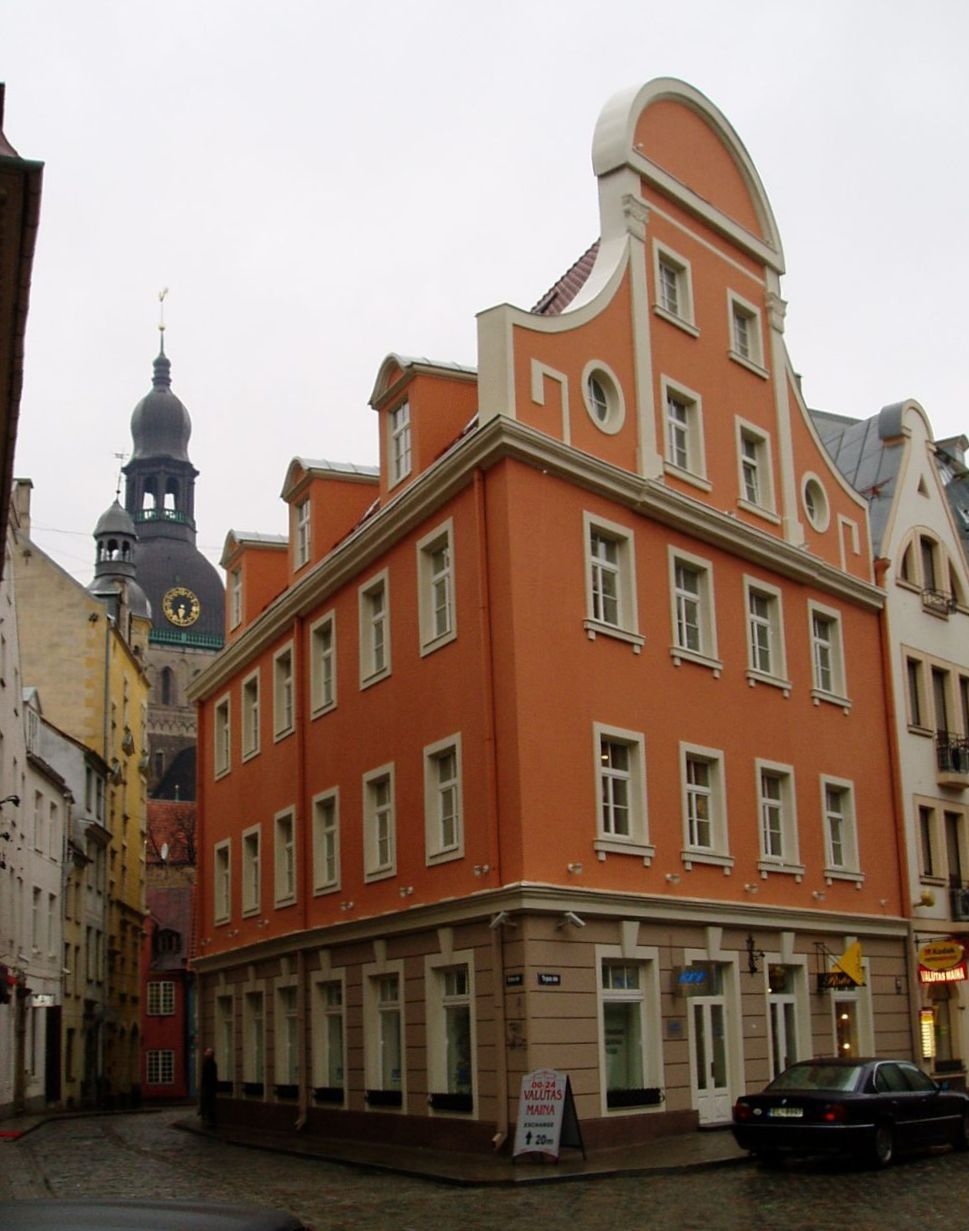
"Vlaamse huizen"
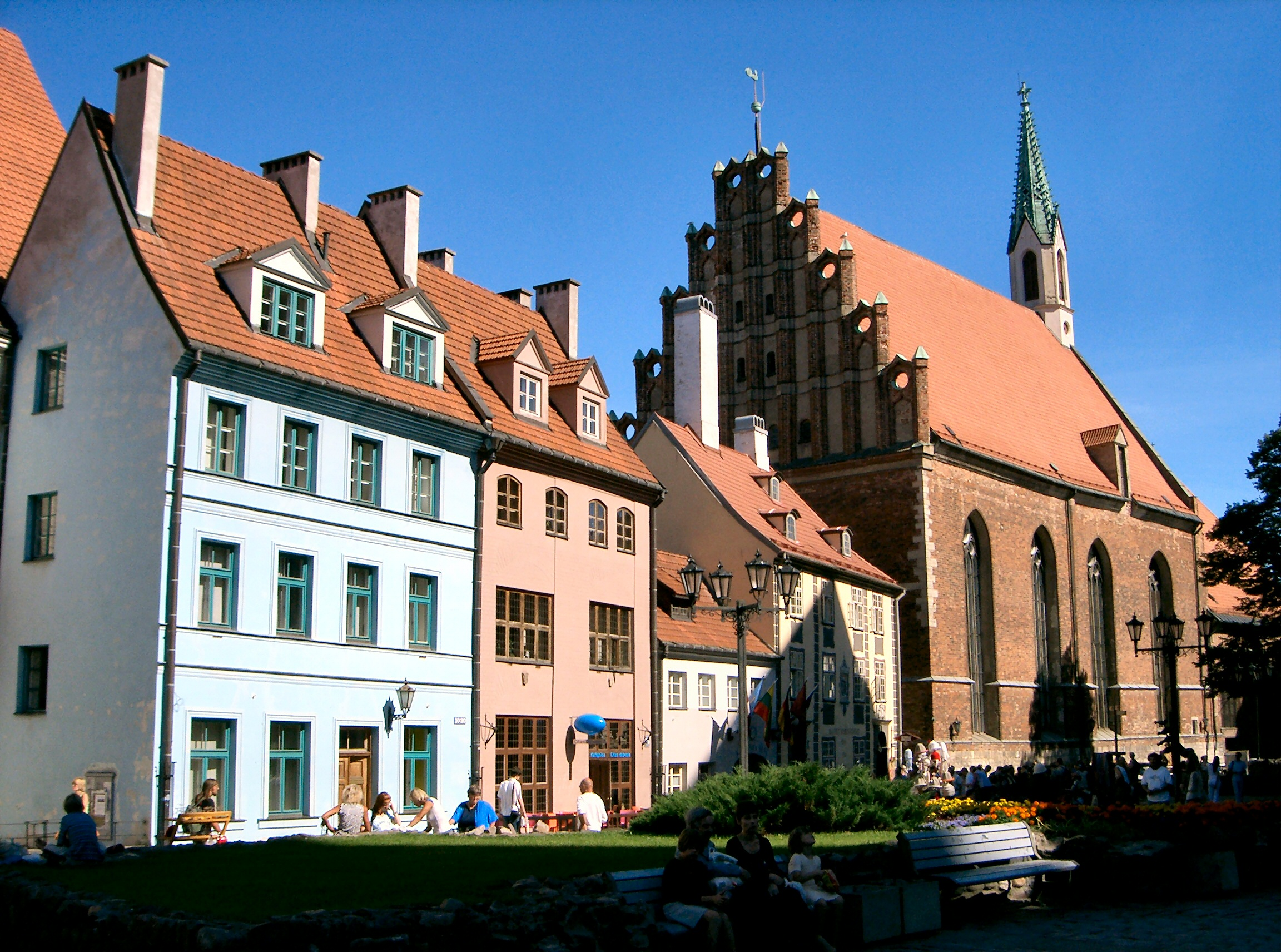
Johanneskerk
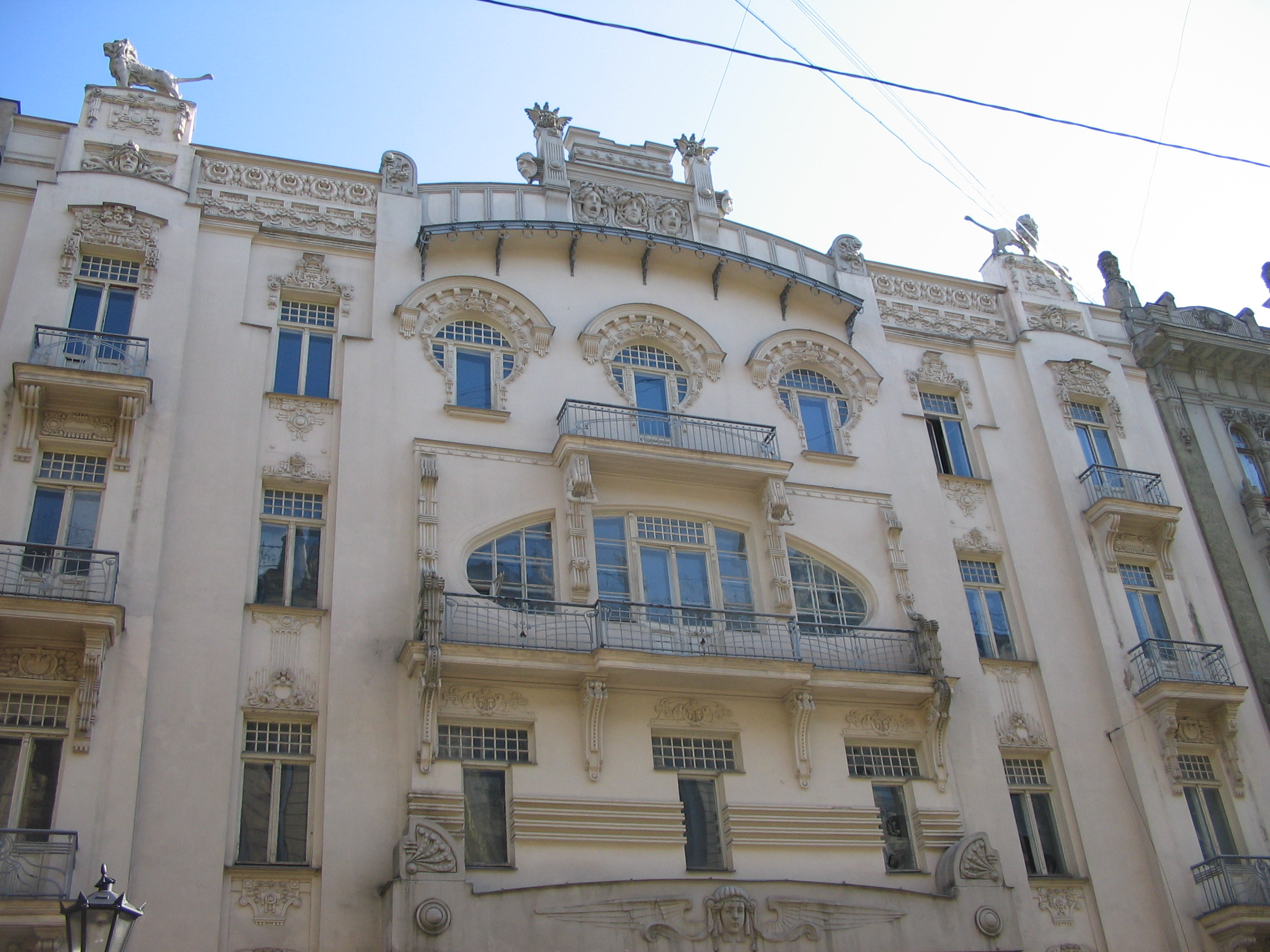
Gebouw van M. Eisenstein aan de Alberta iela 4, waar de Hongaarse ambassade huist
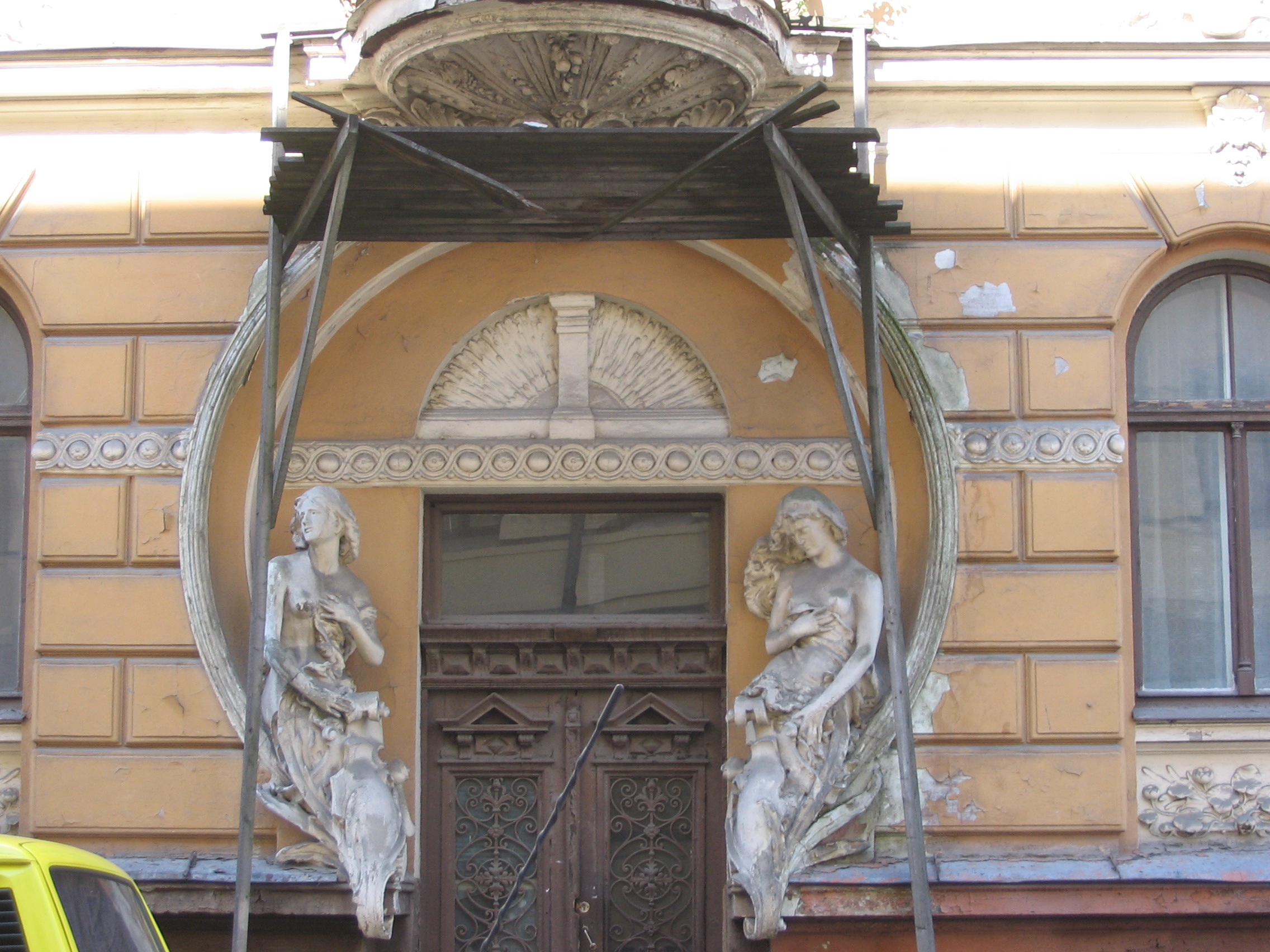
Portaal
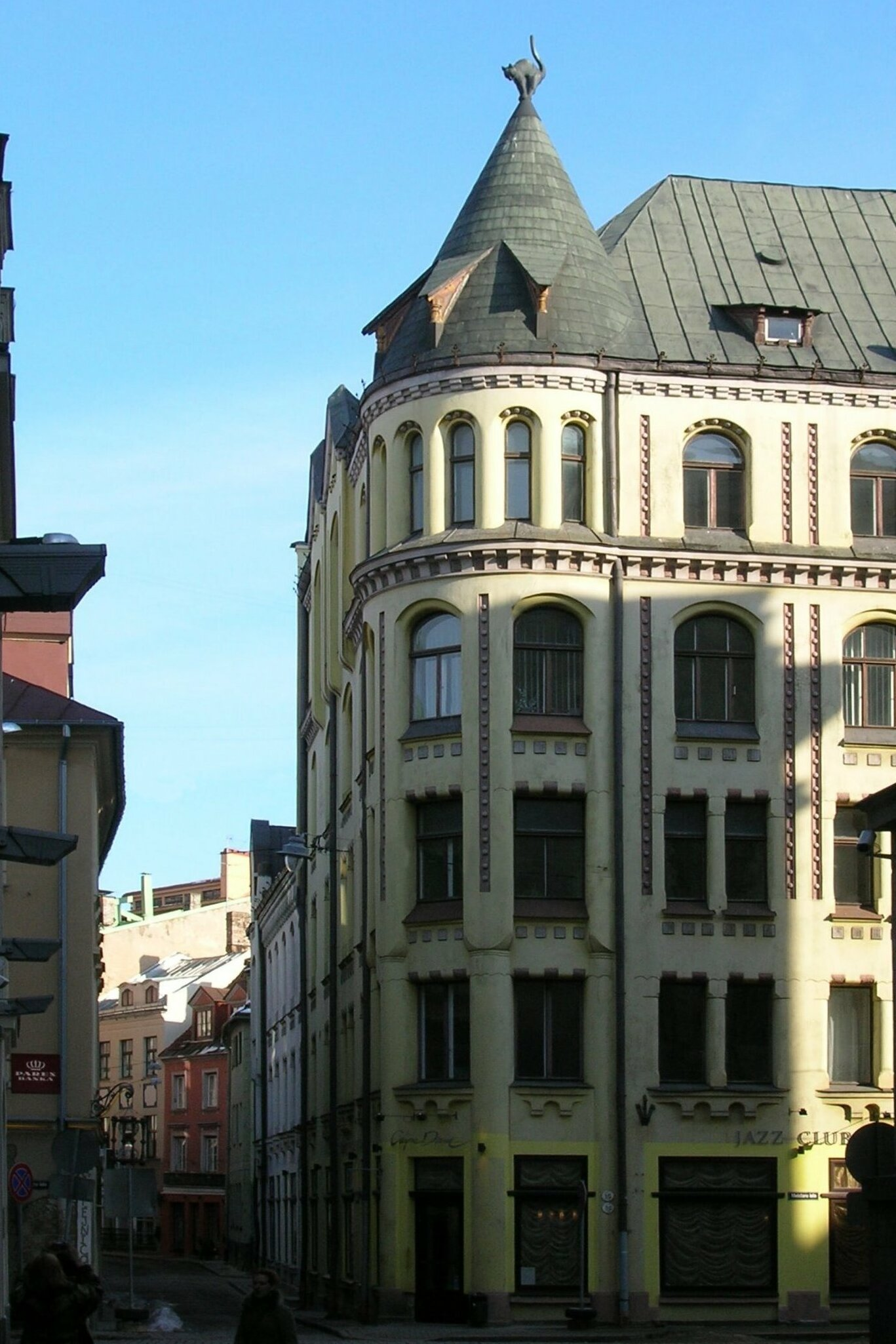
Het Kattenhuis
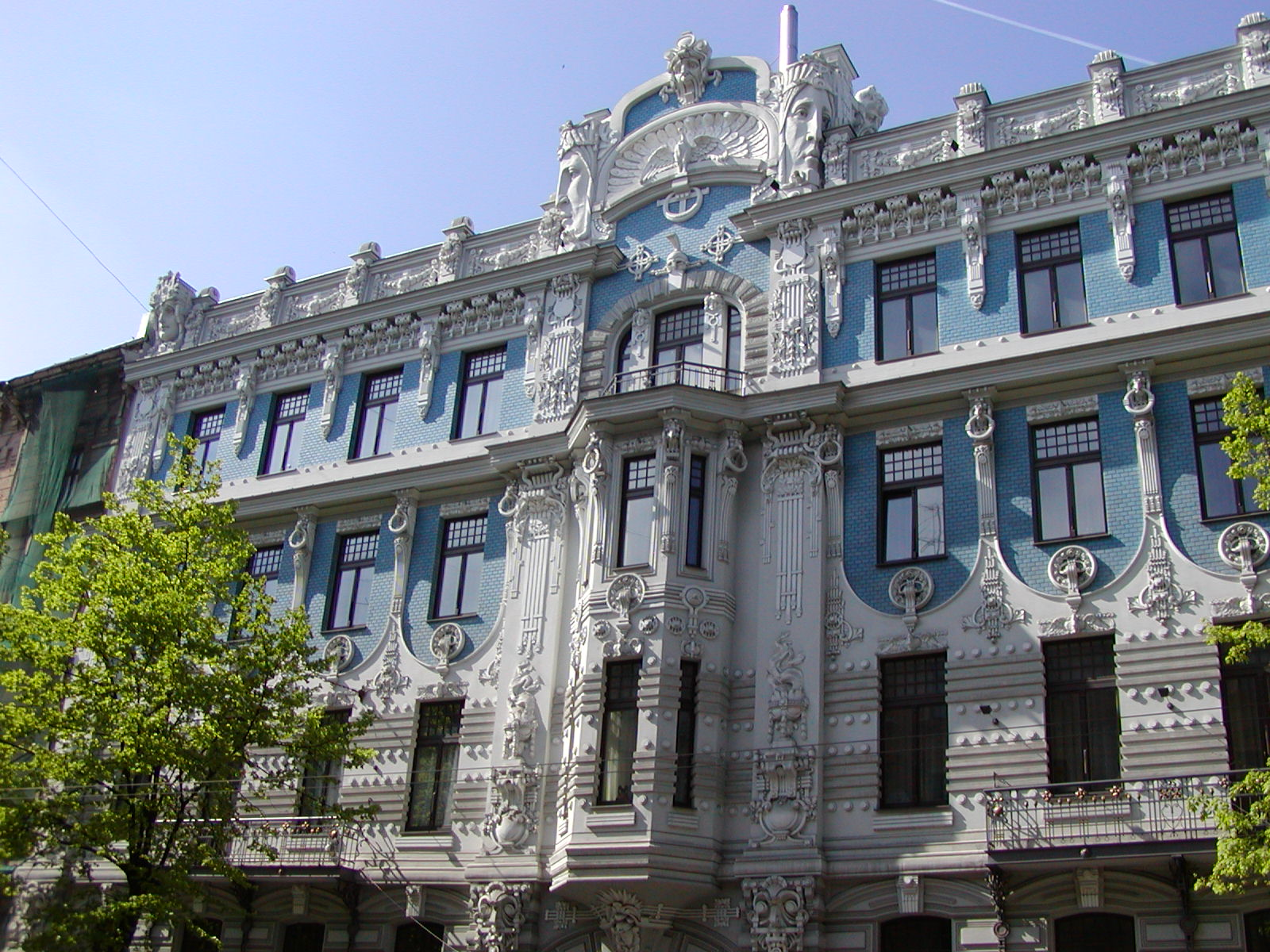
Gevel in de Elizabetes iela
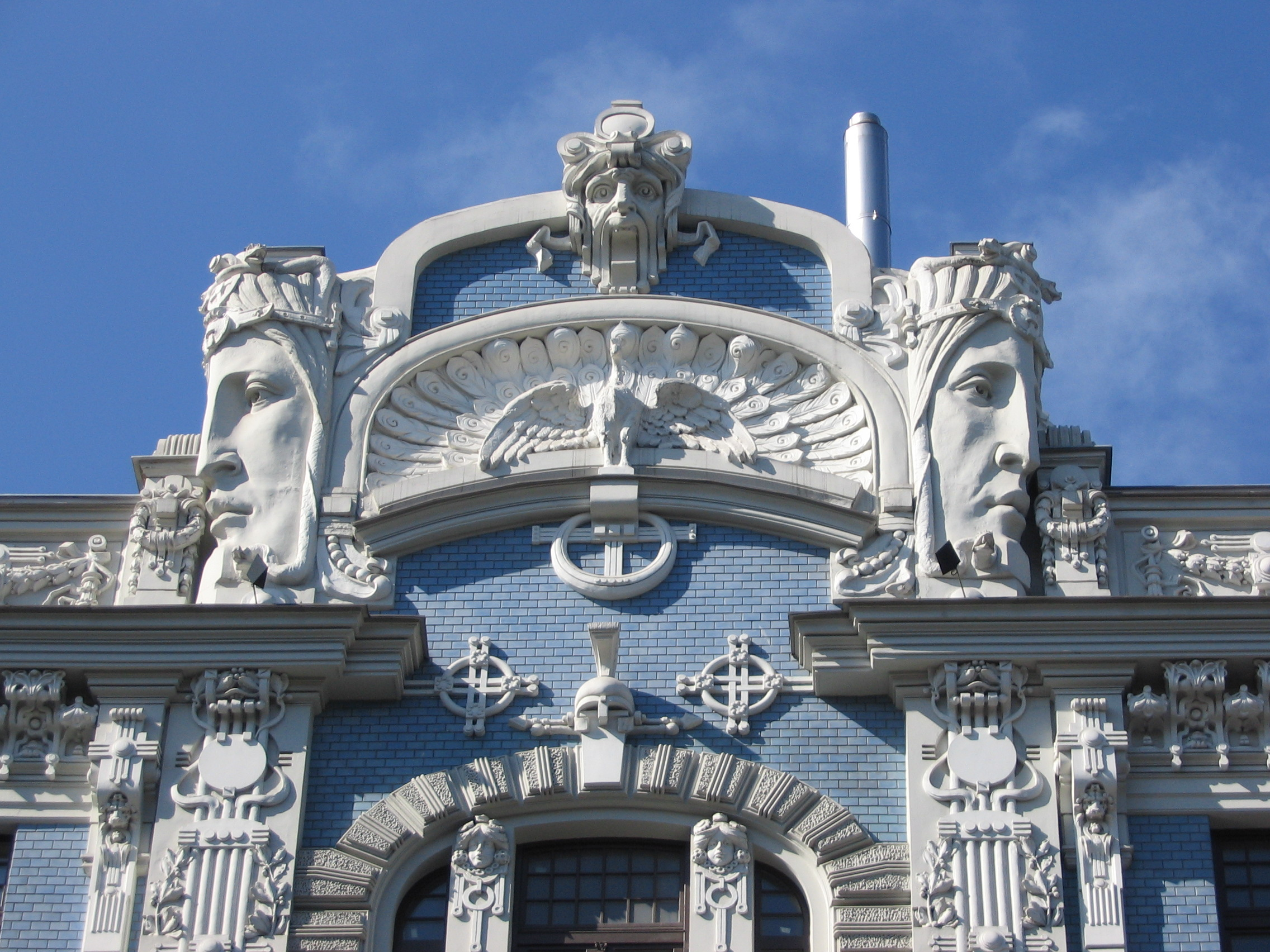
Detail van het voorgaande huis